# 朱瓦當加沙達爾烏帕齊拉
朱瓦當加沙達爾乌帕齐拉是孟加拉国朱瓦當加縣的一个乌帕齐拉，位於庫爾納专区的朱瓦當加縣。。

## 人口
據1991年孟加拉國人口普查，朱瓦當加沙達爾共有戶數41,135戶，人口223247人。其中男性佔比51.37%，女性佔比48.63%；成年人口115,858人。該地7歲以上人口之平均識字率為28.7%，低於全國平均值（32.4%）。